# Левицкий, Борис Васильевич
Борис Васильевич Левицкий (укр. Борис Васильович Левицький; 19 мая 1915, Вена — 28 октября 1984, Мюнхен) — деятель украинского национального движения, журналист, политолог и политик.

## Биография
Сын Василя Левицкого, педагога и учителя средней школы. Политическую деятельность начал во Львове в студенческие годы. Примыкал к левому крылу националистического движения, в 1936—1939 годах был редактором журнала «Новое Село» во Львове, издававшимся Украинским крестьянским союзом. 
В 1939 году окончил факультет искусств Львовского университета, изучал там философию и педагогику, после начала Второй мировой войны. Его родители были высланы из Западной Украины, присоединённой к УССР: задержанный отец умер в Москве, депортированная мать — в Казахстане.
В 1930-е годы присоединился к Организации украинских националистов (ОУН), а после раскола этой организации состоял в 1940—1942 годах членом ОУН-Б и был близким соратником Ивана Митринги.
В 1942 году он покинул ОУН-Б вместе с Митрингой. Вместе с ним он стал одним из основателей и членом ЦК Украинской национально-демократической партии. После смерти Митринги в 1943 году он переехал в Варшаву, а затем в Прагу, откуда отправился в Мюнхен, где жил в конце Второй мировой войны и оставался до конца жизни.
Будучи участником движения послевоенной украинской эмиграции, стал в 1946 году одним из основателей Украинской революционно-демократической партии. В 1949—1956 годах в Мюнхене вместе с Иваном Майстренко и Всеволодом Голубничим был соредактором органа левого крыла партии — газеты «Вперед». После 1956 года отошёл от украинской эмиграции. Он подверг критике лидеров украинской диаспоры, в частности, за сотрудничество с немцами во время Второй мировой войны и стратегию острой антикоммунистической риторики. Он постулировал поддержку ревизионистских движений в странах Восточной Европы и с симпатией отзывался о независимых от СССР течениях коммунизма вроде титоизма и маоизма. 
Начиная с 1956 года посвятил себя «советологическим» исследованиям: был, в частности, советником Социал-демократической партии Германии по вопросам Советского Союза, сотрудником «Forschungdienst Osteuropa» в Дюссельдорфе, экспертом Фонда Фридриха Эберта, автором статей в журналах Osteuropa и Österreichische Hefte. Он также был автором множества работ по «советологии» и статей, написанных под псевдонимом «Павел Сикора». В последние годы своей жизни он преподавал в Украинском Свободном университете в Мюнхене.
С 1950-х годов сотрудничал с парижским польскоязычным эмигрантским журналом Kultura — с особой интенсивностью в 1960-е годы, когда выпустил в его Литературном институте две книги.
Состоял членом Научного общества им. Тараса Шевченко.